# Дуб Болеслава Пруса
Дуб Болеслава Пруса росте в селі Машів Любомльського району Волинської області. Обхват 4 м, висота 30 м, вік понад 300 років. Під ним відомий польський письменник Болеслав Прус написав свій роман «Фараон». Дерево отримало статус ботанічної пам'ятки природи в 2011 р.